# 襄陽記
襄陽記（じょうようき）とは、別名『襄陽耆旧記』『襄陽耆旧伝』と呼ばれ、東晋の習鑿歯が編纂した襄陽郡（現在の襄陽市）の地方志。
割合と早く散逸したため、清の光緒32年に呉慶燾が輯本を編した。
内容は、晁公武『郡斎読書志』によれば「前篇で襄陽の人物について記載し、中篇で山川、城邑について記載し、後篇で牧守について記載している。」としており、地元の人物伝や名勝旧跡について広く記載したものであったと思われる。呉慶燾の輯本では「人物」「山川」「城邑」「牧守」でそれぞれ巻を分けている。
書名について、『隋書』「経籍志」に「襄陽耆旧記五巻、習鑿歯撰」とあり、『旧唐書』「経籍志」に「襄陽耆旧伝五巻、習鑿歯撰」とあり、『宋史』「芸文志」に「習鑿歯襄陽耆旧記五巻」とある。また、『三国志』を始めとする諸書ではしばしば「襄陽記」という名称で引用されており、書名は統一をみない。前述『郡斎読書志』では「記載内容は雑多であり、伝記の体裁ではない」として、「襄陽耆旧伝」ではなく「襄陽耆旧記」が正しい書名であるとしている。後代の輯本でも「襄陽耆旧記」を書名としている。